# Wilkowa Wieś
Wilkowa Wieś – wieś w Polsce położona w województwie mazowieckim, w powiecie warszawskim zachodnim, w gminie Leszno. Ma status sołectwa. Leży przy drodze wojewódzkiej nr 580 łączącej Warszawę z Sochaczewem.
W latach 1975–1998 miejscowość administracyjnie należała do województwa warszawskiego.
W Wilkowej Wsi swoją siedzibę ma firma Bio Planet S.A. - firma notowana na Giełdzie Papierów Wartościowych w Warszawie.